# Coupe Davis 1939
La Coupe Davis 1939 est remportée par l'Australie qui, grâce à sa victoire finale face aux tenants du titre, les États-Unis, parvient à remporter un septième saladier d'argent, le premier depuis 1919 après cinq échecs en finale.
Il s'agit de la seule fois de l'histoire de la compétition qu'une équipe remporte la rencontre après avoir perdu les deux premiers simples le vendredi.
En finale interzone, l'Australie bat du 24 au 26 août la Yougoslavie de Dragutin Mitić, Franjo Punčec et Franjo Kukuljević. La Yougoslavie avait battu l'Allemagne en finale européenne tandis que les australiens avaient profité du forfait des brésiliens en finale américaine.

## Finale
Équipe des États-Unis : Bobby Riggs,  Frank Parker, Jack Kramer, Joseph Hunt, Capitaine : Walter Pate
Équipe d'Australie : Adrian Quist, John Bromwich, Jack Crawford, Capitaine-joueur : Harry Hopman
| | États-Unis | 2                            | - | 3 | Australie |   |   |
| --- | ---------- | ---------------------------- | - | - | --------- | - | - |
| Merion Cricket Club, Haverford, PA |            |                              |   |   |           |   |   |
| du 2 septembre au 5 septembre 1939 |            |                              |   |   |           |   |   |
| \| 1 \| \| Bobby Riggs \| 6 \| 6 \| 7 \| \| \| \| 1 \| \| John Bromwich \| 4 \| 0 \| 5 \| \| \| \| 2 \| \| Frank Parker \| 6 \| 2 \| 6 \| 1 \| 7 \| \| 2 \| \| Adrian Quist \| 3 \| 6 \| 4 \| 6 \| 5 \| \| 3 \| \| Joseph Hunt - Jack Kramer \| 7 \| 2 \| 5 \| 2 \| \| \| 3 \| \| John Bromwich - Adrian Quist \| 5 \| 6 \| 7 \| 6 \| \| \| \| \| \| \| \| \| \| \| \| 4 \| \| Bobby Riggs \| 1 \| 4 \| 6 \| 6 \| 4 \| \| 4 \| \| Adrian Quist \| 6 \| 6 \| 3 \| 3 \| 6 \| \| \| \| \| \| \| \| \| \| \| 5 \| \| Frank Parker \| 0 \| 3 \| 2 \| \| \| \| 5 \| \| John Bromwich \| 6 \| 6 \| 6 \| \| \| \| \| \| \| \| \| \| \| \| |            |                              |   |   |           |   |   |
| 1 |            | Bobby Riggs                  | 6 | 6 | 7         |   |   |
| 1 |            | John Bromwich                | 4 | 0 | 5         |   |   |
| 2 |            | Frank Parker                 | 6 | 2 | 6         | 1 | 7 |
| 2 |            | Adrian Quist                 | 3 | 6 | 4         | 6 | 5 |
| 3 |            | Joseph Hunt - Jack Kramer    | 7 | 2 | 5         | 2 |   |
| 3 |            | John Bromwich - Adrian Quist | 5 | 6 | 7         | 6 |   |
| |            |                              |   |   |           |   |   |
| 4 |            | Bobby Riggs                  | 1 | 4 | 6         | 6 | 4 |
| 4 |            | Adrian Quist                 | 6 | 6 | 3         | 3 | 6 |
| |            |                              |   |   |           |   |   |
| 5 |            | Frank Parker                 | 0 | 3 | 2         |   |   |
| 5 |            | John Bromwich                | 6 | 6 | 6         |   |   |
| |            |                              |   |   |           |   |   |